# 김다현 (가수)
김다현(金多炫, 2009년 2월 23일~)은 대한민국의 트로트 가수, 국악인이다.

## 학력
- 서울공연예술고등학교 실용음악학과 (재학)

## 경력
- 그룹 '청학동 국악자매' 멤버

## 수상
- 2018년 《전국 아리랑 학생 경창대회》 최우수상
- 2019년 《전국 어린이 판소리 왕중왕대회》 최우수상
- 2020년 MBN 《보이스트롯》 준우승
- 2021년 TV조선 《내일은 미스트롯2》 미(美) : 3위
- 2024년 MBN 현역가왕 TOP3
- 2024년 MBN 《한일 가왕전》 MVP

## 음반
- 2020년 9월 25일 《꽃처녀》
- 2020년 10월 20일 《엄마의 노래》
- 2020년 10월 23일 《파이팅》
- 2021년 9월 28일 《소리꽃 2장》

### OST
- 2024년 3월 23일 《어머나》 (미녀와 순정남, Part.1)
- 2024년 4월 6일 《기분좋은 날》 (미녀와 순정남, Part.3)

## 활동

### TV 출연
- 2019년 KBS2 《불후의 명곡 - 전설을 노래하다》
- 2020년 MBN 《대한민국 팔도 명물 인증쇼, 나야나》
- 2020년 JTBC 《장르만 코미디》
- 2020년 MBN 《보이스트롯》
- 2020년 MBN 《인생앨범 예스터데이》
- 2020년 Mnet 《캡틴》
- 2020년 TV조선 《내일은 미스트롯2》
- 2021년 JTBC 《아는형님》 게스트 - With 미스트롯2 TOP7
- 2021년 KBS2 《컴백홈》
- 2021년 TV조선 《아내의 맛》
- 2021년 MBC 《놀면 뭐하니?》
- 2021년 TV조선 《내일은 미스트롯2 토크 콘서트》
- 2021년 TV조선 《내 딸 하자》
- 2021년 MBC 《선을 넘는 녀석들의 에피소드 목록|선을 넘는 녀석들 마스터-X》
- 2022년 TV조선 《개나리학당》
- 2023년 KBS 1TV 6시 내고향
- 2023년 MBN 불타는 장미단 특별출연
- 2023년 MBN 《현역가왕》
- 2024년 MBN 《한일 가왕전》
- 2024년 MBN 《한일톱텐쇼》
- 2024년 ~ 2025년 MBN 《현역가왕2》

### 영화
- 2024년 《풍기》- 본인(김다현) 역
- 2025년 《피렌체 (영화)》

### CF
- 에일린의 뜰[2]
- 오스템 임플란트[3]
- 공익광고협의회[4]

### 공연
- 2018.11.30. 광주
- 2018.12.06. 부산
- 2018.12.10. 서울
- 2018.12.11. 일산
- 2018.12.14. 청주
- 2018.12.18. 인천
- 2019.04.20. 광주
- 2019.08.14. 충주
- 2020.10.22. 산청
- 2020.11.01. 국악관현악단 <더불어숲>과 국악 및 트로트 공연 (청남대 야외공연장)
- 2021.12 17. 대구
- 2022.10.23. 영주
- 2023.02.24. 강진
- 2023.03.30. 영암
- 2023.04.02. 부산
- 2023.04.16. 충주
- 2024.09.28. 울산

### 홍보 대사
- 2020.10.30. 충청북도 홍보대사
- 2020.10.20. 진천경찰서 '학교폭력 예방 및 어린이 교통안전' 홍보대사
- 2021.02.09. 충청북도교육청 홍보대사 (2023년 3월 말까지)[5]
- 2023.04.06. 《충청북도교육청》 홍보대사[6][7][8]